# Rex Reason

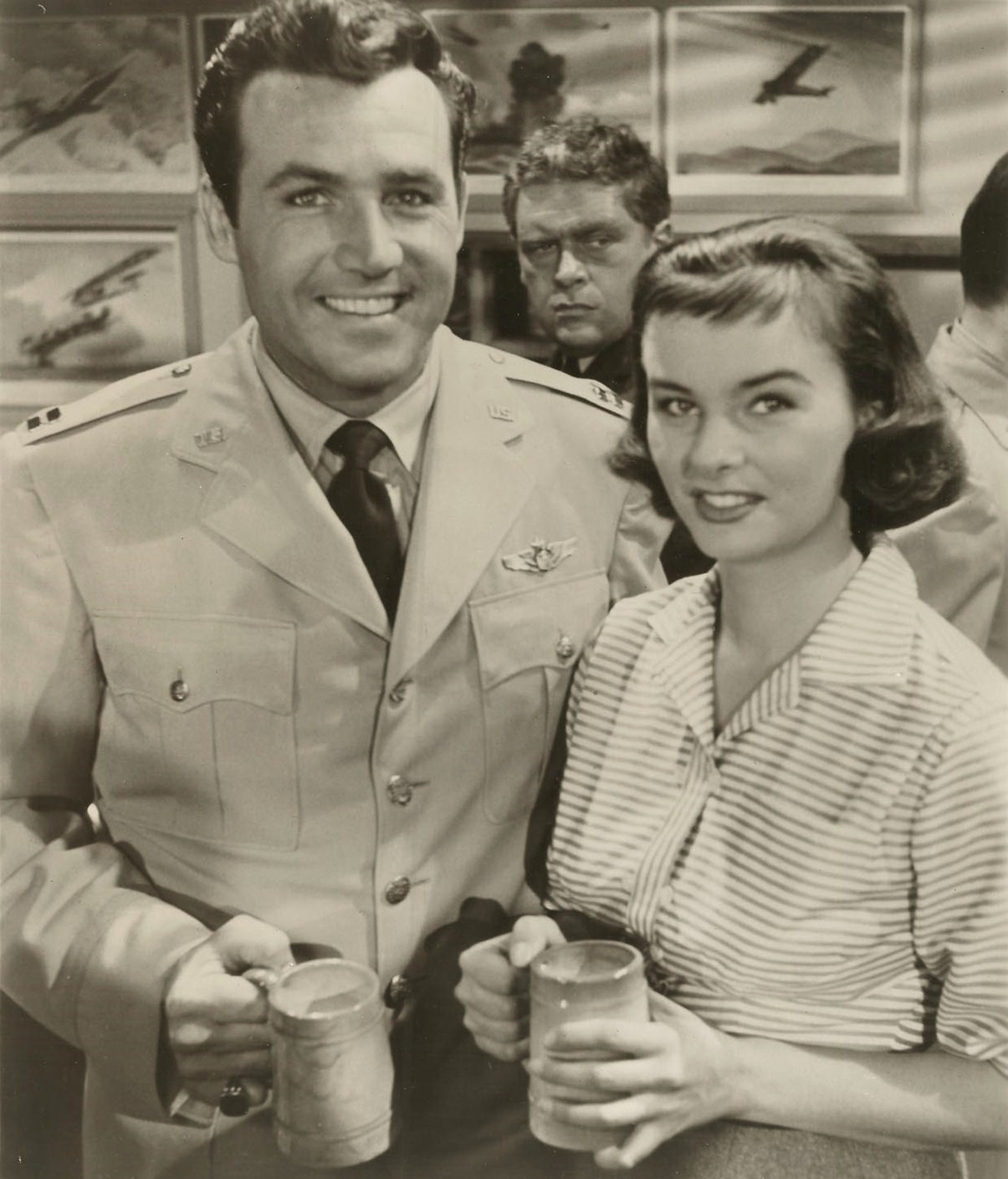
Con Audrey Dalton en Thundering Jets (1958)

Rex Reason (30 de noviembre de 1928 – 19 de noviembre de 2015) fue un actor cinematográfico y televisivo de nacionalidad estadounidense, quizás más conocido por su participación en la película This Island Earth (1955).

## Biografía
Su nombre completo era Rex George Reason Jr., y nació en Berlín, Alemania. Poco después de su nacimiento, la familia volvió a Los Ángeles, California, donde él se crio. Rex era el hermano mayor del también actor Rhodes Reason. Reason cursó estudios en el Distrito Escolar Unificado de Glendale, alistándose en el Ejército de los Estados Unidos a los diecisiete años de edad.
Empezó su carrera como actor teatral en 1948 en el Pasadena Playhouse, actuando allí durante tres años, antes de ser descubierto por la industria cinematográfica de Hollywood. En 1951 pasó una prueba para Columbia Pictures, y fue elegido para protagonizar su primer film, una cinta de bajo presupuesto de aventuras, Storm Over Tibet (1952). Reason siguió contratado dos años más con Columbia, hasta que en 1953 pasó a Universal, tras hacer una prometedora actuación en Salome (1953), película protagonizada por Rita Hayworth.
Alto, atractivo y con voz de barítono, Reason actuó en varias producciones cinematográficas y televisivas a lo largo de las décadas de 1950 y 1960. Rodó dos filmes con Universal Studios con el nombre artístico de "Bart Roberts", tras lo cual ya utilizó su verdadero nombre, el cual era apto para figurar en los títulos de crédito.
Reason es quizás más conocido por su papel del heroico científico Dr. Cal Meacham en el film de ciencia ficción This Island Earth (1955). Además, Reason fue el Dr. Tom Morgan en la tercera y última entrega de la serie de películas de horror de Universal International Pictures Creature from the Black Lagoon, la titulada The Creature Walks Among Us (1956). También tuvo la oportunidad de trabajar junto a Clark Gable y Sidney Poitier en Band of Angels (1957), una producción de Warner Bros. En Badlands of Montana (1957) era un adversario del corrupto Alcalde interpretado por John Pickard.
Reason encarnó a periodistas en dos series televisivas. La primera fue el western emitido en redifusión Man Without a Gun (1957–1959), en la cual interpretaba a Adam MacLean, editor del Yellowstone Sentinel. La segunda fue la producción de ABC/Warner Bros. TThe Roaring 20's (1960–1962), en la cual era Scott Norris, reportero del ficticio New York Record.
Reason fue invitado en el programa de entrevistas de la NBC Here's Hollywood en 1961, y además participó como artista invitado en diferentes series televisivas. En Perry Mason hizo el papel del abogado defensor Steve Brock en el episodio "The Case of the Ancient Romeo" (1962). Su último trabajo televisivo llegó con un episodio de Wagon Train emitido en 1963. Otras series en las que había actuado fueron Bourbon Street Beat, 77 Sunset Strip y The Alaskans.
En el otoño de 1961 Reason finalizó su contrato con Warner Bros. cuando se estaba considerando que tuviera un papel protagonista en la película de John Frankenheimer The Manchurian Candidate (1962). El film empezó como un proyecto de Warner, pero se completó como cinta independiente, y fue estrenada por United Artists. El actor escogido en lugar de Reason fue Laurence Harvey.
Una vez finalizada su trayectoria como actor en el cine y la televisión, Reason trabajó como agente inmobiliario, y tuvo además una segunda carrera como actor de voz. En sus últimos años vivió en Walnut, California, con su tercera esposa, Shirley.
Rex Reason falleció en Walnut en 2015, a causa de un cáncer de vejiga. Tenía 86 años de edad.

## Selección de su filmografía

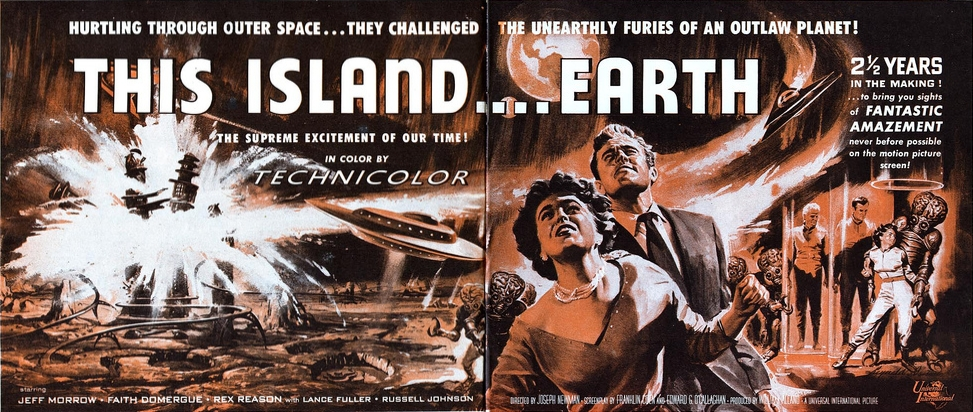
Póster de This Island Earth (1955)

### Cine
- 1952 : Scaramouche, de George Sidney
- 1952 : Storm Over Tibet, de Andrew Marton
- 1953 : Salome, de William Dieterle
- 1954 : Taza, Son of Cochise, de Douglas Sirk
- 1955 : This Island Earth, de Joseph M. Newman y Jack Arnold
- 1955 : Smoke Signal, de Jerry Hopper
- 1955 : Kiss of Fire, de Joseph M. Newman
- 1955 : Lady Godiva of Coventry, de Arthur Lubin
- 1956 : The Creature Walks Among Us, de John Sherwood
- 1957 : Band of Angels, de Raoul Walsh
- 1958 : Thundering Jets, de Helmut Dantine
- 1959 : The Miracle of the Hills, de Paul Landres

### Televisión
- 1957-1959 : Man Without a Gun: temporadas 1 y 2, 52 episodios (íntegra)
- 1960 : 77 Sunset Strip: temporada 2, episodio 23 Blackout
- 1960 : Sugarfoot: temporada 3, episodio 20 The Captive Locomotive, de Leslie Goodwins
- 1960-1961 : The Roaring 20's: temporadas 1 y 2, 28 episodios
- 1962 : Perry Mason: temporada 5, episodio 28 The Case of the Ancient Romeo, de Arthur Marks
- 1963 : Wagon Train: temporada 7, episodio 6 The Myra Marshall Story, de Joseph Pevney